# Менделева, Юлия Ароновна
Ю́лия (Йохэвэд) Аро́новна Ме́нделева (1883, Стародуб, Черниговская губерния — 18 сентября 1959, Ленинград) — советский педиатр, гигиенист и организатор здравоохранения, доктор медицинских наук, профессор, преподаватель.
Основатель и директор Ленинградского института охраны материнства и младенчества, организатор и первый ректор Ленинградского педиатрического медицинского института (1925—1949). Идеолог первичного педиатрического образования, одна из основоположников советской педиатрической школы.
Член РСДРП(б) /ВКП(б)/ с 1905 года.
Житель блокадного Ленинграда.

## Биография
Родилась в небогатой многодетной еврейской семье. Отец, Арон Моисеевич Менделев (1855 — 8 июня 1928, Ленинград), по неподтверждённым сведениям, был кузнецом, позже агентом Стародубского отделения Российского общества страхования жизни. Мать, Ревекка Ионовна Менделева (1855—1920, Смоленск), занималась воспитанием детей. В 1891 году, в возрасте десяти лет Йохэвэд (это имя Юлия Ароновна носила до 1911 года) оказалась свидетелем и, отчасти, пострадавшей от еврейского погрома, учинённого старообрядцами в Стародубе. Тогда частично было уничтожено имущество её отца.
Начальное образование получила в местном Александровском женском приходском училище, с окончанием которого в 1896 году отправилась в Новозыбков, где в 1900 году с золотой медалью окончила единственную в городе женскую гимназию.
К 18-ти годам Ю. А. Менделева оказалась в Петербурге, где сразу поступила на акушерские курсы. Ровно через год она получила диплом повивальной бабки 1-го разряда и в сентябре 1901 года была принята на физико-математический факультет Высших женских Бестужевских курсов. Проучившись 2 года, в 1903 году Юлия Ароновна перевелась в Женский медицинский институт (ЖМИ), но из-за знакомства со Е. Д. Стасовой и начавшейся вслед за этим бурной революционной деятельности обучение приходилось неоднократно прерывать.
Первый раз Ю. А. Менделева была арестована в 1904 году в Вильно. Она недолго содержалась в пересыльной тюрьме, но обвинение ей так и не предъявлялось. Выйдя на свободу, уже в 1905 году Юлия Ароновна вступила в ряды РСДРП(б). В 1907 году Северо-западная конференция организаций РСДРП(б) избрала её членом Петербургского военного комитета и одновременно членом редакции нелегальной социал-демократической газеты «Казарма». Столь активная деятельность Ю. А. Менделевой не осталась без внимания властей. В сентябре 1907 года она была изгнана из института, а через два месяца арестована. После содержания в течение нескольких месяцев в доме предварительного заключения Юлии Ароновне было предложено покинуть столицу.
До осени 1909 года она проживала в изгнании во Франции. Вернувшись в Петербург, Ю. А. Менделева решила продолжить образование и восстановилась в ЖМИ. В это время она училась вместе с Верой Павловной Ливандовой-Лебедевой — членом РСДРП и известной после революции организатором здравоохранения, первой заведующей отделом Охраны материнства и младенчества Наркомздрава РСФСР и создателем одноименного научного института в Москве. В декабре 1911 года, сдав выпускные экзамены, Юлия Ароновна получила долгожданный диплом об успешном окончании института с присвоением ей звания лекаря.
Сначала в должности врача-экстерна она коротко работала в Петербургской Обуховской больнице, затем перебралась в Смоленск, где в той же должности до мая 1912 года служила в Земской больнице. Выбор не был случайным. В Смоленске земским врачом уже несколько лет работала её старшая сестра Фейга Ароновна Менделева-Высоцкая (1878 г. р.), сюда же перебрались и родители.
Очевидно, аресты и содержание в тюрьмах (пусть и непродолжительное) не прошли даром. Летом 1912 года из-за развившегося туберкулёза работу на два года пришлось прервать. Для лечения Юлия Ароновна выезжала в Италию (Мерано, Сан-Ремо). Возвращение к трудовой деятельности совпало для неё с началом Первой мировой войны. До декабря 1916 года, в течение более чем двух лет Ю. А. Менделева лечила раненых и больных в Смоленском военном лазарете Всероссийского Союза городов.
Первую половину 1917 года в связи с обострением туберкулеза Ю. А. Менделева вновь провела на больничной койке, после чего до осени 1918 года поправляла здоровье и одновременно работала врачом в противотуберкулёзном санатории, расположенном в Абастумани (Грузия).
В январе 1919 года Юлия Ароновна была назначена заведующей подотделом Охраны материнства и младенчества Смоленского Горздравотдела. Проработав в этой должности всего 2,5 года, Ю. А. Менделева сумела организовать в губернии 42 детских учреждения и противотуберкулёзный санаторий, который сама же и возглавила. Врачей в городе оставалось очень мало, поэтому одновременно Ю. А. Менделева служила старшим врачом Телеграфно-телефонного дивизиона и Отряда особого назначения. Кроме того, она была избрана членом правления Страховых касс, городского Женотдела и Коллегии Собеструда.
Такое число обязанностей не прошло даром. Осенью 1921 года последовало очередное обострение болезни, потребовавшее продолжительного лечения. Спустя год, в ноябре 1922 года для научного совершенствования в области педиатрии Ю. А. Менделева почти на 2,5 года была командирована в Берлин, в университетскую клинику знаменитого немецкого детского врача, профессора Адальберта Черни.

### Во главе Института охраны материнства и младенчества
Возвращению Юлии Ароновны на родину предшествовал ряд важных событий. В 1924 году было принято решение об организации в Ленинграде научно-практического Института охраны материнства и младенчества (Институт «МатМлада» или НПИ ОММ). Идею его создания ещё в 1921 году высказали известные петроградские врачи З. О. Мичник, А. Н. Антонов и профессор В. О. Мочан. Вначале, в 1922 году подобный научный институт Охраны Материнства и младенчества уже был создан в Москве под руководством В. П. Ливандовой-Лебедевой и вот теперь, спустя 2 года его предполагалось открыть в Ленинграде.
По инициативе В. П. Ливандовой-Лебедевой возглавить новый институт в Ленинграде должна была врач-педиатр, большевик с 20-летним стажем Ю. А. Менделева.

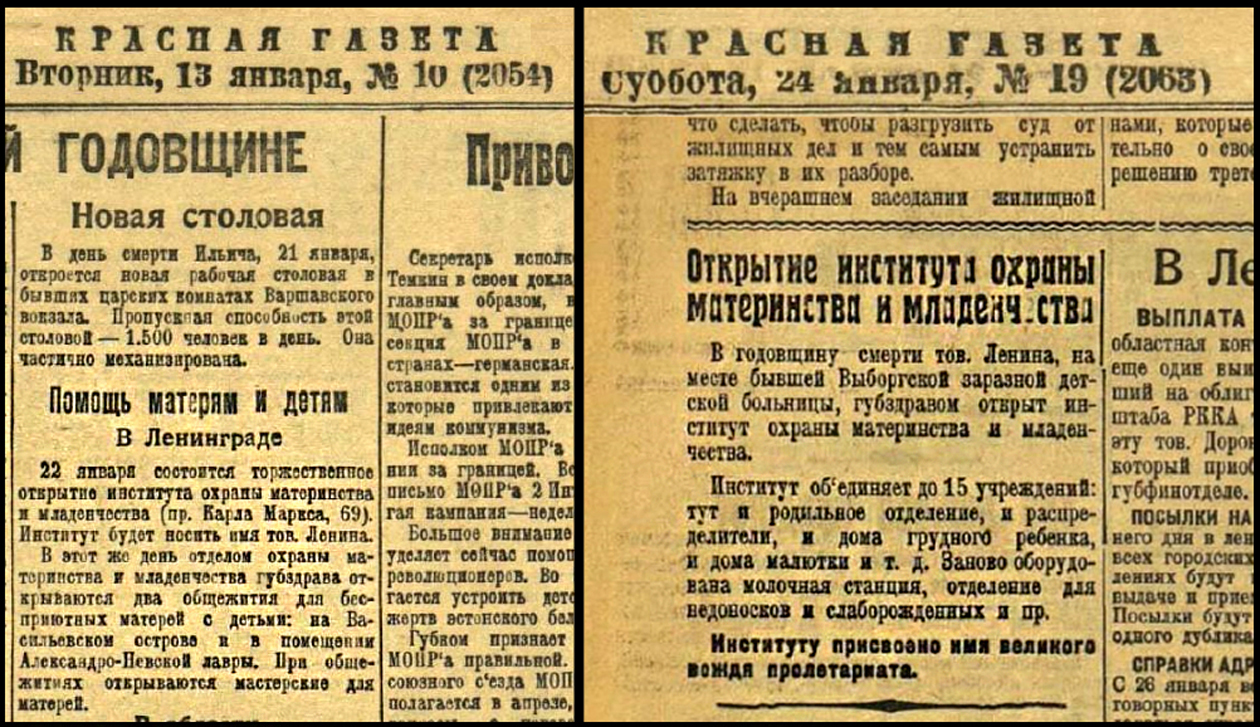
Вырезки из «Красной газеты» за январь 1925 г. с информацией об открытии института Охраны материнства и младенчества им. В. И. Ленина

Институт «МатМлада» был открыт 22 января 1925 года на территории детской Выборгской заразной больницы (бывшая Городская детская больница «В память священного коронования Их Императорских Величеств»). Дата открытия института была приурочена к годовщине смерти (21.01.1924) вождя мирового пролетариата Владимира Ильича Ленина. Имя Ленина, а не Клары Цеткин, под которым он стал широко известным, носил институт в первые годы своего существования. Информацию об этом событии можно было прочитать в двух выпусках «Красной газеты».
Поскольку в это время Юлия Ароновна находилась ещё в Германии, первым директором был временно назначен профессор В. О. Мочан. Только в конце марта 1925 года она приехала в Ленинград и 1 апреля приступила к своим обязанностям директора института. С этого момента судьба Юлии Ароновны была неразрывно связана с институтом, которому она отдала всю себя без остатка. Вместе с братом — Григорием Ароновичем Менделевым (1886—1956) — старшим инспектором ГубФО (Губернского финансового отдела), она даже поселилась в небольшой служебной квартире на территории института и лишь спустя 10 лет переехала на улицу Чайковского, д. 10.

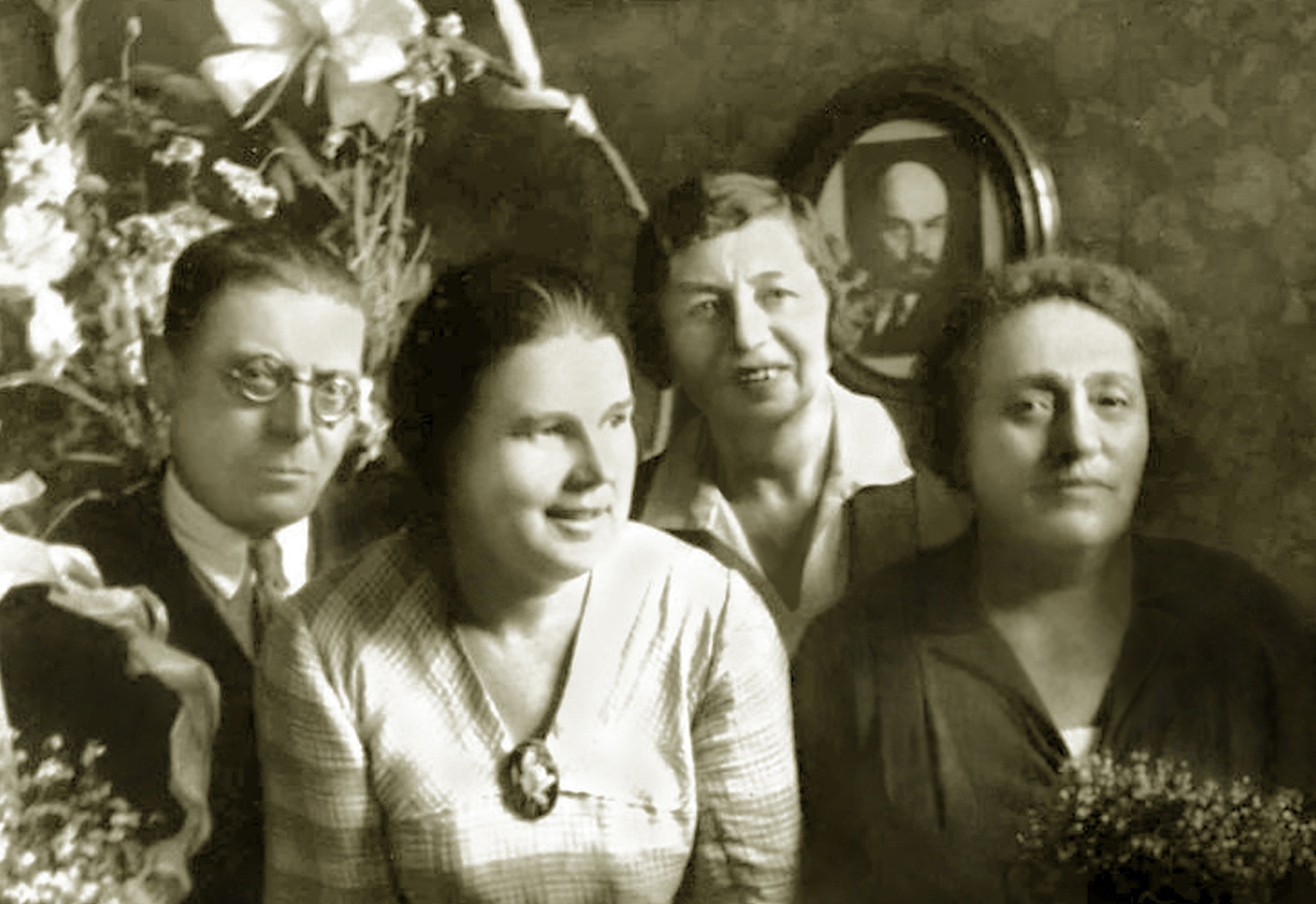
Проф. Ю. А. Менделева (крайняя справа) с единомышленниками: зам. директора института Д. С. Тумаркин, проф. П. О. Эфрусси и доц. З. О. Мичник. Печальны их судьбы. Сёстры П. О. Эфрусси и З. О. Мичник будут замучены фашистами в Кисловодске осенью 1942 г., Д. С. Тумаркин, затравленный властями, покончит жизнь самоубийством, а Ю. А. Менделева семь лет проведёт в ГУЛАГ'е

Главную ставку Ю. А. Менделева сделала на ведущих российских профессоров старого режима А. Н. Антонова, П. И. Люблинского, М. С. Маслова, В. О. Мочана, Л. Л. Окинчица, А. В. Попова, Д. А. Солодухо, Л. И. Эрлиха. Чуть позже в институт были приглашёны известные учёные К. К. Скробанский, Р. Р. Вреден, Д. Д. Лохов, Е. С. Лондон, М. Г. Данилевич, А. Ф. Тур, О. О. Гартох, В. М. Карасик и другие. Своим заместителем по науке она сделала начальника кафедры детских болезней Военно-медицинской академии, профессора Михаила Степановича Маслова, предоставив ему полную свободу как в вопросе подбора кадров, так и в формировании научных планов института. Заместителем по лечебной части стал Д. С. Тумаркин.
С именем Ю. А. Менделевой связано становление и развитие института. Вместе с М. С. Масловым Юлия Ароновна в 1928 году добилась изменения статуса «МатМлада». Из научно-практического он был реформирован в научно-исследовательский. Очевидно, именно в это время институт и стал именоваться «им. Клары Цеткин». Это означало возможность организации профессорских кафедр и доцентуры. Аналогов подобного института в СССР пока ещё не существовало. Начался бурный процесс разработки новых организационных форм и методов работы учреждений здравоохранения для женщин и детей, исследовались причины детской смертности и заболеваемости и определялись меры борьбы с ними, изучалась физиология и патология детского возраста. Сама Юлия Ароновна, оставаясь директором института, в 1928 году основала и возглавила кафедру социальной гигиены женщины и ребёнка. В эти же годы (1928—1942) она редактировала журнал «Вопросы педиатрии, педологии и охраны материнства и детства» (с 1936 года — «Вопросы педиатрии и охраны материнства и детства»).
Пользуясь неограниченным доверием коммунистической власти с одной стороны и сотрудников своего института с другой, Юлия Ароновна оказалась тем удачным связующим элементом между новой властью и старорежимным, в своей большей части, профессорским составом, которого часто так не хватало в других отраслях. Более того, убежденный большевик, в 1925 году, когда это никак не поощрялось властями, и даже могло быть лично опасным, Ю. А. Менделева приняла на работу в НПИ ОММ и доверила руководство одной из ключевых клиник недавно возвратившейся из ссылки своей идеологической противнице, бывшей монархистке и активистке партии кадетов Ю. Н. Садыковой. 15 лет спустя в годы большого террора она точно так же приняла на работу недавно освободившегося бундовца А. М. Абезгауза, выросшего в последующем до профессора кафедры госпитальной педиатрии.

### У истоков педиатрического образования в Советской России

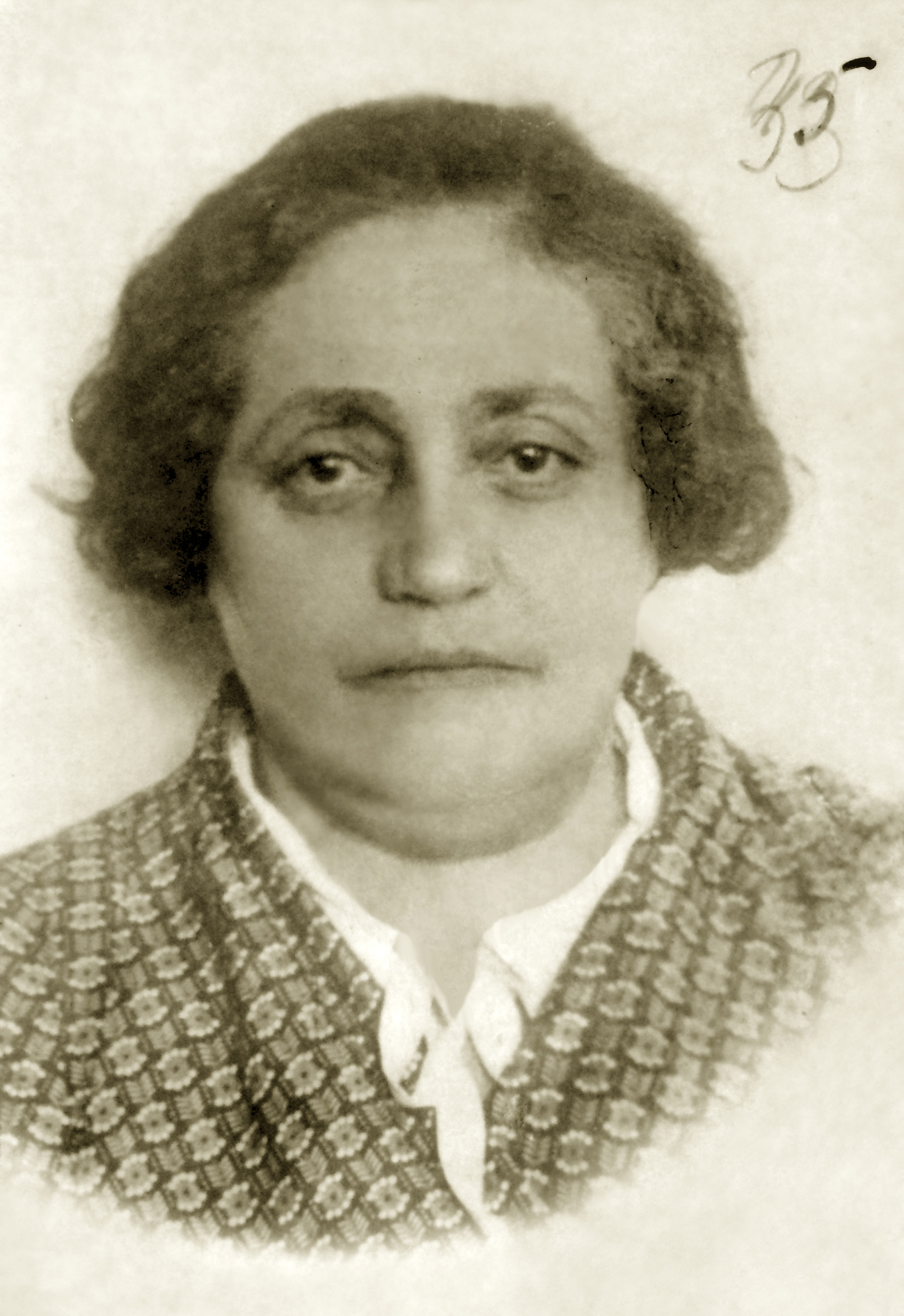
Проф. Ю. А. Менделева

В СССР, как и во всём мире, врачи-педиатры готовились исключительно в рамках последипломного образования. Оценив мысль М. С. Маслова о целесообразности подготовки педиатров со студенческой скамьи, Ю. А. Менделева с 1930-х годов повела борьбу за воплощение идеи первичного педиатрического образования. В 1931 году на короткое время был создан педиатрический факультет при Первом медицинском институте (1-й ЛМИ), причём преподавание педиатрии на факультете с марта 1932 года было организовано в больнице-медвузе при институте Охраны Материнства и младенчества.
Наконец, усилия Юлии Ароновны и М. С. Маслова увенчались успехом, и 15 февраля 1935 года на базе НИИ Охраны материнства и младенчества было открыто первое в мире высшее учебное заведение, предназначенное для подготовки детских врачей. Ректором Ленинградского Педиатрического медицинского института была назначена Ю. А. Менделева, утверждённая решением Высшей квалификационной комиссией от 27 мая 1935 года в степени доктора медицинских наук с присвоением ей звания профессора. Первое время два института (НИИ и учебный) существовали параллельно на общих площадях и под единым руководством. Вскоре НИИ «МатМлада» полностью слился с учебным педиатрическим институтом. Благодаря энергии Ю. А. Менделевой и М. С. Маслова за короткое время были созданы программы преподавания всех предметов с учётом профиля института.
Кафедра социальной гигиены женщины и ребёнка стала одной из ведущих кафедр ВУЗа. Под руководством Ю. А. Менделевой её сотрудники разрабатывали методики статистического исследования в области охраны материнства и детства, новые организационные формы деятельности лечебно-профилактических учреждений для женщин и детей. На кафедре изучались состояние здоровья женщин и детей в связи с социально-гигиеническими факторами, разрабатывались социально-правовая защита матери и ребёнка, организация педагогической работы с детьми раннего возраста.
Одним из важнейших направлений работы кафедры по инициативе Ю. А. Менделевой ещё с 1928 года стало изучение эффективности профилактики туберкулёза у детей с помощью вакцинации по Кальметту. С 1934 года она была назначена Наркоматом здравоохранения РСФСР руководителем работы по вакцинации БЦЖ в Ленинграде.

### В годы блокады Ленинграда
С первых дней Великой Отечественной войны в институте началась массовая мобилизация сотрудников в действующую армию: 129 врачей и 150 медицинских сестёр ушли на фронт. Чуть позже ещё несколько десятков сотрудников добровольно вступили в ряды 5-й дивизии народного ополчения. В этих условиях Ю. А. Менделева приложила максимум усилий к тому, чтобы внезапно возникший кадровый дефицит не отразился на работе клиник. С большим трудом ей это удалось, и все 900 дней блокады Ленинградский педиатрический медицинский институт продолжал принимать больных и раненых детей, не отказывая никому. Более того, институт оказался единственным высшим учебным заведением осаждённого города, продолжавшим принимать и учить студентов. Лишь на короткое время, зимой 1941—1942 года, был прерван учебный процесс. Для облегчения жизни преподавателей и студентов в ЛПМИ были организованы пункты лечебного питания, специальные стационары для больных, помещения ряда кафедр были переоборудованы в общежития. Всего за годы Великой Отечественной войны было выпущено 947 врачей.
Администрация института во главе с Юлией Ароновной Менделевой принимала все меры для спасения жизни сотрудников и студентов. Одной из главных задач блокадного периода была организация питания детей. С целью рационального использования пищевых продуктов с июня 1942 года при Ленгорздравотделе был создан совет по питанию (председатели детской секции — профессора Юлия Ароновна Менделева и Александр Фёдорович Тур). Учёные института разработали особые режимы питания детей, рецептуру блюд из различных заменителей и веществ, ранее не применявшихся для детского питания (из сои, восстановленного растительного масла из олифы, хвои, дрожжевой суп и другие). Прежде всего, эти рекомендации внедрялись в клиниках самого института. Результат был вполне удовлетворительным. Достаточно сказать, что на территории института, несмотря на голод и многочисленные обстрелы, не погиб ни один сотрудник и ни один пациент, кроме тех детей, что умерли от несовместимых с жизнью заболеваний. Для нужд института и больных детей Юлией Ароновной было организовано подсобное хозяйство, где, сменяя друг друга, работали и преподаватели и студенты. За период с 1941 по 1943 год это хозяйство дало 918 тонн овощей. Более того, усилиями Ю. А. Менделевой в 1942 году была даже организована молочная ферма, которая до конца года дала 812 литров молока, а уже в следующем году — 12 000 литров.
Когда весной 1942 года встал вопрос о возможной эвакуации института, бо́льшая часть его врачей, преподавателей и профессоров стала добиваться разрешения остаться в осаждённом городе. В результате тема эвакуации была снята с повестки дня. Лишь небольшая часть сотрудников (профессор М. Г. Данилевич, профессор В. Л. Стырикович, профессор В. М. Карасик, доцент З. О. Мичник, профессор П. О. Эфрусси и некоторые другие) были направлены в Кисловодск для кадрового усиления открываемого там филиала 1-го Ленинградского медицинского института. Об этих днях Юлия Ароновна писала:

«Мы были счастливы, когда вопрос об эвакуации был решён отрицательно. В условиях военного времени существование института являлось совершенно необходимым, так как нужно было готовить кадры врачей и медсестёр»
В 1941—1945 годах кафедра, возглавляемая Ю. А. Менделевой, продолжала учебную и научно-исследовательскую работу. Впервые именно в военные годы Юлией Ароновной совместно с Н. Г. Синяковской была разработана система «единого педиатра», являвшаяся для того времени наиболее оптимальной. Для переподготовки детских врачей на кафедре были открыты специальные курсы. В 1942—1944 годах Ю. А. Менделева была избрана председателем правления Общества детских врачей Ленинграда. О работе Педиатрического института в годы блокады Юлия Ароновна рассказала в 1944 года на июльских страницах газеты «Ленинградская Правда».
Сама Ю. А. Менделева в годы блокады перенесла тяжёлую дистрофию. Зимой 1941—1942 гг. в её дом на ул. Чайковского попала авиабомба. Юлия Ароновна не пострадала, поскольку помногу суток не покидала своего рабочего места и редко бывала дома, однако полностью погибла её квартира со всем имуществом. До 1946 года она временно проживала в Митавском переулке, д. 2, но затем вернулась по старому адресу.

### Жертва кампании по борьбе с космополитизмом
В послевоенные годы усилия Юлии Ароновны были направлены на восстановление института, существенно пострадавшего от обстрелов, пополнение кадрового состава кафедр и клиник. Постепенно мирная жизнь налаживалась, однако 30 августа 1949 года в ходе кампании по борьбе с космополитизмом Ю. А. Менделева была арестована и вскоре осуждена, по так называемому «Ленинградскому делу». В течение семи лет она находилась в лагерях и была освобождена, а затем реабилитирована только в 1957 году (после XX съезда КПСС). В год возвращения в Ленинград Юлии Ароновне исполнилось 74 года, и ей уже не хватило сил продолжить профессиональную деятельность.

Семейное захоронение Менделевых на Преображенском кладбище (участок 2/3 ст., 30 метров по Главной дорожке от начала участка и 10 метров вправо; сразу за мавзолеем А. И. Шустера).

Профессор, по существу первый ректор ЛПМИ Юлия Ароновна Менделева скончалась на своей персональной даче в Зеленогорске 18 сентября 1959 года на руках у внучатой племянницы Киры Людвиговны Менделевой и её мужа, писателя Василия Аксёнова. Она не дожила до своего 76-летия всего 11 дней. Похоронена Юлия Ароновна на Преображенском еврейском кладбище в Ленинграде.

## Семья
Ю. А. Менделева никогда не имела собственной семьи. Существует версия, что непродолжительное время она была замужем за неким Гофманом, однако никаких сведений в её личном деле об этом нет.
- Всю свою жизнь Юлия Ароновна заботилась о своем младшем брате Григории Ароновиче Менделеве (17 апреля 1886 — 6 июня 1956, Ленинград), с которым много лет проживала под одной крышей, а также внучке старшего брата Ионы Ароновича Менделева (1874—1928, Ленинград) — Кире Людвиговне Менделевой (18.12.1934 — 2013), которая стала первой женой писателя Василия Павловича Аксёнова (1932, Казань — 2009, Москва);
- Две сестры Юлии Ароновны: Фаня Ароновна Менделева (Фейга Ароновна Менделева-Высоцкая, 1878 — 20 февраля 1954, Ленинград) и Рахиль Ароновна Менделева (20 сентября 1882 — 20 января 1950, Ленинград) были врачами.
- Двоюродный брат: Яков Ильич Менделев (1895, Стародуб — 20 июня 1938, Москва, расстрелян)[29], заместитель начальника Главцветметобработки Наркомата тяжёлой промышленности СССР.

## Ошибки в биографии
В многочисленных биографических очерках[каких?], посвящённых Ю. А. Менделевой, а также популярному комиссару Гражданской войны и автору известного романа «Чапаев» Д. А. Фурманову, легендарному венгерскому революционеру и деятелю Коминтерна Л. М. Гавро и известному писателю Василию Аксёнову, повторяется ошибочное утверждение, будто Юлия Ароновна была матерью жены Д. А. Фурманова — Анны Никитичны Стешенко (согласно легенде, А. Н. Стешенко послужила прообразом Анка-пулемётчицы для братьев Васильевых в фильме «Чапаев»). Одновременно уверяется, что А. Н. Стешенко, бывшая во втором браке замужем за Л. М. Гавро, являлась матерью жены Василия Аксёнова — Киры Людвиговны Менделевой (Гавро).
Очевидно, первая ошибка связана с тем, что сам Василий Аксёнов в своих письмах к матери Е. С. Гинзбург называл Ю. А. Менделеву бабушкой своей жены. С другой стороны, не вызывает сомнений то обстоятельство, что Кира Людвиговна Менделева действительно была дочерью Л. Гавро. Она родилась в декабре 1934 года, когда Л. Гавро был официально женат на А. Н. Стешенко. Этот факт, по-видимому, и послужил основанием ошибочно считать А. Н. Стешенко матерью Киры Менделевой, а значит и дочерью Юлии Ароновны.
Авторы столь яркой родословной не приняли во внимание того, что А. Н. Стешенко родилась в 1897 году на Кубани, когда Юлии Менделевой было не более 14-ти лет, и она ещё училась в гимназии далеко на Черниговщине (окончила в 1900 году).
Без внимания остался и тот факт, что 1 марта 1934 года, меньше чем за полгода до рождения Киры Менделевой, в семье Л. Гавро и А. Н. Стешенко родился сын; в память о первом муже и с согласия Л. Гавро А. Н. Фурманова дала ему свою фамилию, и в результате мальчика назвали Дмитрием Людвиговичем Фурмановым (в честь умершего за 8 лет до того Дмитрия Андреевича Фурманова)). Наконец, в письмах Василия Аксёнова и других его произведениях неоднократно упоминается имя настоящей матери его жены — Берты (Лейбины) Ионовны Менделевой (род. 21.01.1909), дочери старшего брата Ю. А. Менделевой Ионы Ароновича. Этот факт тоже остался незамеченным. Кстати, подполковник Б. И. Менделева оказалась единственной в СССР женщиной-танкистом, выпускницей Академии механизации и моторизации Красной Армии, в годы Великой Отечественной войны преподавателем в танковом училище, затем заместителем командира танковой части.
Выходит, что А. Н. Стешенко не могла быть ни матерью Киры Менделевой, ни дочерью Юлии Ароновны. Жена Василия Аксёнова Кира Людвиговна на самом деле была внебрачной дочерью Людвига Гавро и Берты Ионовны Менделевой, и, следовательно, внучатой племянницей Юлии Ароновны. Существует легенда, согласно которой Берта Ионовна находилась в дружеских отношениях и с первым секретарём Ленинградского обкома ВКП(б) С. М. Кировым. Сергей Миронович был убит 1 декабря 1934 года, и в память о нём родившуюся через 18 дней дочь Б. И. Менделева назвала Кирой.

## Основные работы
- Менделева Ю. А. Ленинградский научно-практический институт охраны материнства и младенчества за 4 года // Вопросы педиатрии, педологии и охраны материнства и детства. — 1929. — Т. 1, вып. 1. — С. 3—18.
- Менделева Ю. А. Постановка преподавания на факультетах охраны материнства, младенчества и детства // Соц. здравоохранение. — 1931. — № 4. — С. 48—49.
- Нефропатии детского возраста в свете новых исследований / Сб. науч. тр. под ред. Ю. А. Менделевой, М. С. Маслова. — Л., 1935.
- Вопросы лёгочного туберкулёза в раннем детском возрасте: Сб. ст. / Под ред. проф. П. С. Медовикова и проф. С. А. Рейнберга; под общ. ред. Ю. А. Менделевой; Ленингр. науч.-иссл. ин-т охраны материнства и младенчества им. К. Цеткин. — Л.: Биомедгиз, 1936. — 147 с.
- Труды Ленинградского государственного педиатрического медицинского института. XV (1925—1940) / Отв. ред. проф. Ю. А. Менделева. — Л., 1940. — 332 с.
- Алиментарные дистрофии и авитаминозы у детей / Под ред. Ю. А. Менделевой. — Л., 1944. — 144 с.
- Вопросы педиатрии в дни блокады Ленинграда: сб. 1, 2 / Ленингр. педиатр. мед. ин-т; Ред. Ю. А. Менделева. — Л.: Медгиз, 1944, 1946.
- Менделева Ю. А. О значении учёта и статистики в деле здравоохранения и охраны материнства и младенчества // Вопросы педиатрии в дни блокады Ленинграда: Сб. 1. — Л., 1944.
- Вопросы военного травматизма и хирургической практики / Тр. / Ленингр. гос. педиатрич. мед. ин-та; Редколл.: проф. Ю. А. Менделева, проф. А. Ф. Тур, проф. А. Н. Антонов ; Вып. 3. — Л.: Медгиз, 1945. — 120 с.
- Двадцать лет деятельности Ленинградского педиатрического медицинского института // Сб. трудов ЛПМИ. — Л., 1947. — С. 5—14.
- Сборник трудов / Ленингр. гос. педиатрич. мед. ин-т 1925-XX-1945: (Юбилейная сессия 9-11-го сент. 1945 г.); Под ред. проф. Ю. А. Менделевой, проф. М. С. Маслова, проф. А. Н. Антонова. — Л.: Медгиз, 1947. — 200 с.
- Менделева Ю. А. Физическое развитие новорожденных в Ленинграде // Вопросы охраны материнства и детства. — 1946. — С. 51—63.
- Вопросы охраны материнства и детства / сб. тр. под ред. проф. Ю. А. Менделевой. — Л.: 8-я тип. Воениздата МВС СССР, 1946. — 155 с.
- Труды Кафедр педиатрии д. ч. АМН, з. д. н. профессора М. С. Маслова, чл.-кор. АМН, профессора А. Ф. Тура и профессора А. Б. Воловика / Отв. ред. проф. Ю. А. Менделева. — Л.  издательство=ЛГПМИ, 1946. — 328 с.
- Вопросы возрастной иммунологии / Под ред. д-ра мед. наук Ю. А. Менделевой. — М.: Медгиз, 1947.
- Менделева Ю. А. Охрана материнства и младенчества в СССР. — 1946. — Т. 43.
- Менделева Ю. А. Охрана материнства и младенчества и система единого диспансера (Здравообъединения) // Вопросы педиатрии и охраны материнства и детства. — 1931. — Т. 3.
- Менделева Ю. А. Питание ребёнка младенческого возраста (9 м. – 1 г.) // Вопросы педиатрии и охраны материнства и детства. — 1929. — Т. 1.
- Менделева Ю. А. К вопросу о борьбе с детскими поносами // Вопросы педиатрии и охраны материнства и детства. — 1930. — Т. 2.
- Менделева Ю. А. О борьбе с летними поносами // Вопросы педиатрии и охраны материнства и детства. — 1931. — Т. 3.
- Менделева Ю. А. О борьбе с летними поносами // Соц. здравоохранение. — 1931. — Т. 4.
- Менделева Ю. А. 15 лет охраны материнства и младенчества // Вопросы педиатрии и охраны материнства и детства. — 1932. — Т. 4.
- Менделева Ю. А., Мичник З. О. Структура и организация охраны материнства и младенчества.
- Сборник инструкций для ясельных работников / Материалы разработаны Ленинградским НИИ Охраны материнства и младенчества при участии проф. Ю. А. Менделевой, проф. А. Ф. Тура, проф. Л. И. Эрлиха. — Л., 1938.
- Менделева Ю. А. Работа Ленинградского института Охраны материнства и младенчества в связи с реализацией решений ЦК ВКП(б) и ВЦИК’а о ясельном обслуживании.
- Менделева Ю. А. К вопросу о перестройке работы ОММ в Ленинграде // Вопросы педиатрии и охраны материнства и детства. — 1931. — Т. 3.
- Менделева Ю. А. О постановке преподавания на факультетах охраны материнства, младенчества и детства // Соц. здравоохранение. — 1931. — Т. 4.
- Менделева Ю. А. Ленинградский институт Охраны материнства, младенчества // Медицинский журнал. — 1927. — № 8—9.
- Менделева Ю. А. Ленинградский институт Охраны материнства, младенчества за 4 года его существования // Вопросы педиатрии и охраны материнства и детства. — 1929. — Т. 1.
- Менделева Ю. А. К 60-летию Великого Сталина // Вопросы педиатрии и охраны материнства и детства. — 1929. — Т. 1.
- Менделева Ю. А. 20 лет охраны материнства и младенчества в СССР (1917-1937) // Вопросы педиатрии и охраны материнства и детства. — 1937. — Т. 9, № 5.
- Государственный Ленинградский педиатрический медицинский институт / Труды Ленингр. Гос. Педиатрич. мед. ин-та 1935-1940 под ред. Ю. А. Менделевой. — Л., 1940.
- Менделева Ю. А. Проект домашних яслей // Здравоохранение. — 1928. — № 2.
- Менделева Ю. А. 20 лет деятельности Ленинградского Государственного педиатрического медицинского института // Вопросы педиатрии и охраны материнства и детства. — 1945. — Т. 14.
- Физическое развитие новорожденных детей г. Ленинграда за 4 года с 1938 по 1941 гг.: Сб. работ кафедры Организации здравоохранения ЛГПМИ / Ю. А. Менделева. — 1946.
- Менделева Ю. А. Физическое развитие новорожденных детей г. Ленинграда за 1942 и 1943 гг. (по материалам роддомов института) // Вопросы педиатрии и охраны материнства и детства. — 1946.
- Менделева Ю. А. Физическое развитие новорожденных детей  в Ленинграде в военное и послевоенное время (по 1948 г. включительно). — 1946.
- Менделева Ю. А. Охрана материнства и младенчества в СССР за 30 лет: Докл. на VI Всесоюз. съезде О-ва детских врачей // Вопросы педиатрии и охраны материнства и детства. — 1947. — Т. 15, вып. 5.
- Менделева Ю. А. О дифтерии // Труды Всемирного конгресса польских врачей. — 1933.
- Менделева Ю. А. Новые пути охраны материнства и младенчества в СССР. — Epoka. — 1933.
- Менделева Ю. А. Как подойти к вопросам изучения ребёнка (Польша).
- Менделева Ю. А. Специфическая иммунизация у детей против туберкулёза по способу Кальметта: Докл. на V Всесоюз. съезде детских врачей. — 1926.
- Менделева Ю. А. О скарлатине // Вопросы педиатрии. — 1931. — Т. 41.
- Менделева Ю. А. Второй Международный съезд педиатров (Стокгольм, 1930) // Вопросы педиатрии и охраны материнства и детства. — 1931. — Т. 3.
- Менделева Ю. А. Аммиак в межуточном обмене // Вопросы педиатрии и охраны материнства и детства. — 1930. — Т. 2.
- Менделева Ю. А. Физическое развитие новорожденных в г. Ленинграде в послеблокадном периоде (1944—1945 гг.) // Труды VII Пленума леч. помощи детям. — 1948.

## Общественная деятельность
- Член Петербургского военного комитета РСДРП;
- Член редакции нелегальной социал-демократической газеты «Казарма»;
- Член правления Страховых касс 1919—1921 гг. (Смоленск);
- Член городского Женотдела 1919—1921 гг. (Смоленск);
- Член Коллегии Собеструда 1919—1921 гг. (Смоленск);
- Член Центрального исполнительного комитета Карельской АССР 1934 г.;
- Член партийного актива Выборского р-на;
- Член парторганизации НИИ ОММ, затем ЛПМИ с 1926 г.;
- Член Выборгского районного комитета ВКП(б) с 1945 г.;
- Депутат Ленинградского городского Совета депутатов трудящихся созывов 1927, 1934, 1939, 1947 гг.;
- Член Советов Министерств здравоохранения РСФСР и СССР по кадрам (член комиссии по высшему медицинскому образованию и научным кадрам этого совета);
- Член Советов Министерств здравоохранения РСФСР и СССР по лечебно-профилактической помощи детям;
- Член правления Всесоюзного общества детских врачей;
- Заместитель председателя и председатель (в годы блокады) Общества детских врачей Ленинграда;
- Редактор журнала «Вопросы педиатрии и охраны материнства и детства»;
- Участница всех съездов детских врачей СССР до 1949 г.;
- Участница ряда международных съездов и конференций педиатров;
- Член Исполкома комитета Союза общества Красного креста и Красного полумесяца с 1946 г.
- Член попечительского совета над домами ребёнка Выборгского района Ленинграда с 1944 г.

## Награды
- Орден Красной Звезды
- Орден Трудового Красного Знамени
- Орден Трудового Красного Знамени
- Медаль «За оборону Ленинграда»
- Медаль «За доблестный труд в Великой Отечественной войне 1941—1945 гг.»
- Значок «Отличнику здравоохранения» (СССР)

Здесь можно увидеть награды Ю. А. Менделевой в экспозиции Государственного мемориального музея обороны и блокады Ленинграда

## Галерея
- Ю. А. Менделева и Д. С. Тумаркин (фотография)
- Награды Ю. А. Менделевой в Государственном мемориальном музее обороны и блокады Ленинграда